# Valerică Găman
Marius Valerică Găman (Craiova, 25 febbraio 1989) è un calciatore rumeno, difensore dell'Hermannstadt.

## Caratteristiche tecniche
È un difensore centrale.

## Carriera

### Nazionale
Viene convocato per gli Europei 2016 in Francia.

## Palmarès

### Club

#### Competizioni nazionali
- Campionato rumeno: 1

Astra Giurgiu: 2015-2016
- Coppa di Romania: 1

Astra Giurgiu: 2013-2014
- Supercoppa di Romania: 2

Astra Giurgiu: 2014
U Craiova: 2021